# Hypsophila tamerlana
Hypsophila tamerlana là một loài bướm đêm trong họ Noctuidae.